# Дибровка (Лысянский район)
Дибро́вка (укр. Дібрівка) — село в Лысянском районе Черкасской области Украины.
Население по переписи 2001 года составляло 270 человек. Почтовый индекс — 19326. Телефонный код — 4749.

## Местный совет
19326, Черкасская обл., Лысянский р-н, с. Дибровка